# Номура Тойокадзу
Тойокадзу Номура (яп. 野村 豊和; нар. 14 липня 1949) — японський дзюдоїст, олімпійський чемпіон 1972 року, чемпіон світу.

## Виступи на Олімпіадах
| Олімпіада   | Дисципліна | Місце |
| ----------- | ---------- | ----- |
| Мюнхен 1972 | до 70 кг   | 1     |